# Dale Jones
Dale Jones (Nebraska, 13 augustus 1902 - juni 1970) was een Amerikaanse jazzbassist en zanger.

## Biografie
Jones werkte in de jaren dertig bij Will Osborne, in 1943 leidde hij een sextet in Los Angeles. In 1944 was hij zanger in het Frank De Vol Orchestra, hij werkte mee aan diens radio-opnames met Eddie South. In 1947 nam hij in Los Angeles onder de naam Deacon Jones & His Orchestra nummers voor het label Coast op, in zijn studioband speelde onder anderen Charlie Teagarden. In de jaren vijftig speelde hij bij Louis Armstrong en diens All Stars en was hij tevens betrokken bij Armstrongs plaatopnames met Ella Fitzgerald. Op 5 augustus 1951 raakte hij ernstig gewond bij een brand in een Canadees hotel waar hij met Armstrong verbleef.